# زنان زن‌آمیز

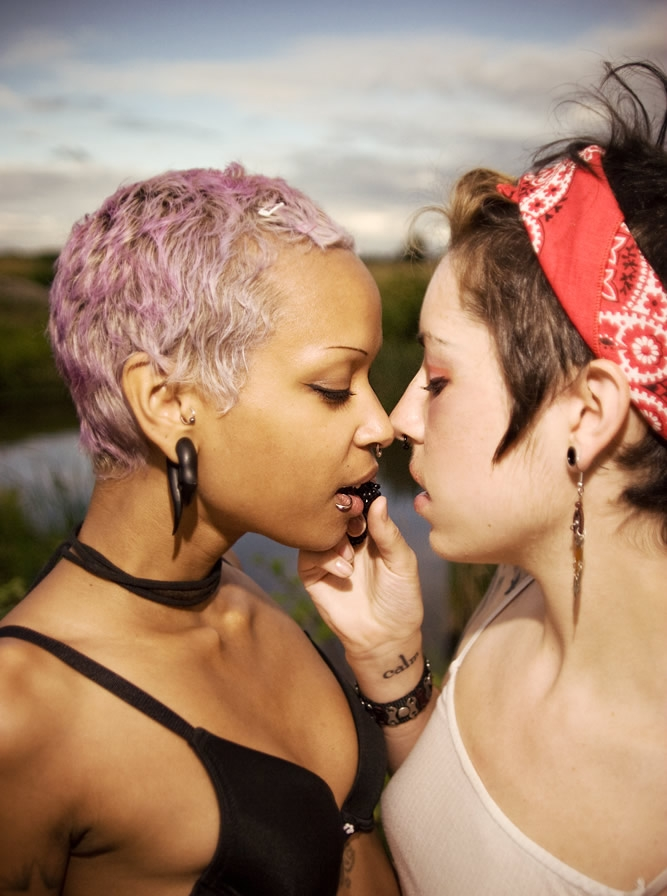
دو زن لزبین

زنان زن‌آمیز، زنانی که با زنان آمیزش می‌کنند (به انگلیسی: Women who have sex with women) یا دابلیواس‌دابلیو (به انگلیسی: WSW) زنانی هستند که با زنان دیگر فعالیت‌های جنسی انجام می‌دهند، این افراد می‌توانند همجنس‌گرا، دوجنس گرا، دگرجنس‌گرا باشند یا کلا خودشان را بدون گرایش جنسی معرفی می‌کنند اصطلاح WSW اغلب در ادبیات پزشکی برای توصیف چنین زنان به عنوان یک گروه برای مطالعه بالینی بدون نیاز به در نظر گرفتن هویت جنسی افراد استفاده می‌شود.